# Romul Nestor
Romul Nestor (n. 27 mai 1864, Bata, Caraș-Severin - d.  5 aprilie 1925, Arad a fost un deputat în Marea Adunare Națională de la Alba Iulia, organismul legislativ reprezentativ al "tuturor românilor din Transilvania, Banat și Țara Ungurească", cel care a adoptat hotărârea privind Unirea Transilvaniei cu România, la 1 decembrie 1918.

## Biografie
Romul Nestor a studiat teologia la Facultatea de Teologie din Cernăuți, fiind preot la Cenad. După 1918 a fost profesor de teologie pastorală la Arad.

## Activitatea politică
A fost membru al Partidului Național Român. Ca deputat în Marea Adunare Națională din 1 decembrie 1918 a reprezentat ca delegat supleant al Cercului electoral Nădlac, județul Cenad 